# ترمز (فیلم)
«ترمز» (انگلیسی: Brake (film)) فیلمی در ژانر تریلر روانشناسانه و مهیج است که در سال ۲۰۱۲ منتشر شد. از بازیگران آن می‌توان به استیون درف، چیلر لای، جی آر بورن، و تام برنگر اشاره کرد.